# 5 Księga Ezdrasza
5 Księga Ezdrasza – apokryficzna księga chrześcijańska, znana tylko w Kościele zachodnim. Utwór powstał pomiędzy II a V/VI wiekiem w języku łacińskim. W rękopisach Wulgaty księgę potraktowano jako całość z 4 Księgą Ezdrasza, umieszczając ją jako jej końcowe rozdziały.
Krótki, składający się zaledwie z 2 rozdziałów, utwór nawiązuje formą do starotestamentowych ksiąg prorockich. Jego treścią jest udzielona Ezdraszowi wizja, której tematem jest opuszczenie Izraela przez Boga, i wybranie nowego narodu wybranego (Kościoła chrześcijańskiego).
Cytaty z 5 Ks. Ezdrasza często wykorzystywano w Mszale Rzymskim. Z księgi tej pochodzi też popularna modlitwa za zmarłych Wieczny odpoczynek racz im dać, Panie.